# Université de Ouagadougou
 (juillet 2022).
La mise en forme du texte ne suit pas les recommandations de Wikipédia : il faut le « wikifier ».
Les points d'amélioration suivants sont les cas les plus fréquents. Le détail des points à revoir est peut-être précisé sur la page de discussion.
- Les titres sont pré-formatés par le logiciel. Ils ne sont ni en capitales, ni en gras.
- Le texte ne doit pas être écrit en capitales (les noms de famille non plus), ni en gras, ni en italique, ni en « petit »…
- Le gras n'est utilisé que pour surligner le titre de l'article dans l'introduction, une seule fois.
- L'italique est rarement utilisé : mots en langue étrangère, titres d'œuvres, noms de bateaux, etc.
- Les citations ne sont pas en italique mais en corps de texte normal. Elles sont entourées par des guillemets français : « et ».
- Les listes à puces sont à éviter, des paragraphes rédigés étant largement préférés. Les tableaux sont à réserver à la présentation de données structurées (résultats, etc.).
- Les appels de note de bas de page (petits chiffres en exposant, introduits par l'outil «  Source ») sont à placer entre la fin de phrase et le point final[comme ça].
- Les liens internes (vers d'autres articles de Wikipédia) sont à choisir avec parcimonie. Créez des liens vers des articles approfondissant le sujet. Les termes génériques sans rapport avec le sujet sont à éviter, ainsi que les répétitions de liens vers un même terme.
- Les liens externes sont à placer uniquement dans une section « Liens externes », à la fin de l'article. Ces liens sont à choisir avec parcimonie suivant les règles définies. Si un lien sert de source à l'article, son insertion dans le texte est à faire par les notes de bas de page.
- La présentation des références doit suivre les conventions bibliographiques. Il est recommandé d'utiliser les modèles {{Ouvrage}}, {{Chapitre}}, {{Article}}, {{Lien web}} et/ou {{Bibliographie}}. Le mode d'édition visuel peut mettre en forme automatiquement les références.
- Insérer une infobox (cadre d'informations à droite) n'est pas obligatoire pour parachever la mise en page.

Pour une aide détaillée, merci de consulter Aide:Wikification.
Si vous pensez que ces points ont été résolus, vous pouvez retirer ce bandeau et améliorer la mise en forme d'un autre article.
 (juillet 2022).
L'université de Ouagadougou (UO) ou encore université Joseph Ki-Zerbo est une université publique à Ouagadougou, la capitale du Burkina Faso, fondée en 1974.

## Historique
L'UO est située dans le domaine de Zogona. Le premier recteur de l'université fut le professeur Yembila Abdoulaye Toguyeni. L'université de Ouagadougou résulte de la transformation du Centre d'enseignement supérieur «Cesup». En 1974, le CESUP est transformé en université et prend la dénomination d'université de Ouagadougou. Et le professeur Yembila Toguyeni est nommé premier recteur.
L'université de Ouagadougou va connaître une forte croissance avec la transformation et la création de plusieurs écoles et instituts ou structures.
En 1974, l'office du baccalauréat est créé. Le baccalauréat qui était organisé jusqu'à cette date par l'université d'Abidjan relève désormais de sa compétence et le Collège littéraire universitaire (CLU) est transformé en École supérieure des lettres et des sciences humaines (ESLSH).
En 1975, l'Institut de mathématique et de sciences physiques (IMP) est créé. Il est chargé de former des enseignants de mathématiques et de sciences physiques et de préparer l’accès des étudiants aux grandes écoles d’ingénieurs à travers le monde. La même année, l'École supérieure des sciences économiques (ESSEC) est créée, elle est chargée de former des économistes et des planificateurs de développement. Au cours des années suivantes, l’École supérieure de droit (ESD), l’Institut national de formation et des études cinématographiques (INAFEC), et l’École supérieure des sciences de la santé (ESSSA, chargé de former des médecins, des pharmacies et tout le personnel médical de niveau supérieur) ont été créés respectivement en 1976, 1977 et 1980.
Le professeur Yembila Abdoulaye Toguyeni fera revenir au pays plusieurs jeunes voltaïques titulaires du doctorat ou en passe de soutenir leurs thèses, dont les professeurs Sib Sié Faustin, Kabore Issaka ou encore Thiombiano Talardia vont rentrer au pays et contribuer à côté de leurs aînés à la construction de l’université.
Cette croissance ne se fera pas sans remous. La cadence de construction des locaux ne suivait pas la croissance pédagogique avec la création de toutes ses écoles. Le syndicat étudiant l'Association des étudiants voltaïques à Ouagadougou (AEVO) fera entendre sa voix. 
Entre juin et octobre 1979, une grève commence à l’École supérieure des sciences économiques (ESSEC) où les étudiants dénoncent le système d’examen très sélectif et l’incompétence de certains professeurs qui dissimulent leurs carences par des attitudes arrogantes et méprisantes vis-à-vis des étudiants. Le CE estimant que les préoccupations de la corporation de l’ESSEC sont justes décide le soutien à cette lutte. L’AEVO élargit la plateforme revendicative de l’ESSEC à l’ensemble de l’université où les mêmes problèmes étaient posés avec plus ou moins d’acuité. Les militants de l’AEVO dans toutes les écoles et corporations ont été chargés de mener un travail de mobilisation. Dans un premier temps, une grève d’avertissements de 48 heures est lancée. Mais les réponses des autorités ne sont pas jugées satisfaisantes par le comité exécutif de l'AEVO. Un mot d’ordre de boycott des examens a été lancé. Les revendications n'étant toujours pas satisfaites, L'AEVO lance le mot d'ordre de non inscription à la session de septembre. Là aussi, aucune concession des autorités. La grève échoue. Des sanctions sont prises contre les responsables du mouvement étudiant. Un premier groupe est définitivement exclu de l'université de Ouagadougou dont Michel Kaboré, Vincent Ariste et Harouna Toguyeni. Un deuxième groupe d'étudiants est exclu pour une durée d'un an dont Moussa Ouattara, Lucien Bonou. Plus d'une centaine d'étudiants sont touchés par les sanctions plus ou moins sévères.
En 1995, un deuxième campus pour l'enseignement professionnel - connu sous le nom de l'université polytechnique de Bobo (UPB) - a été ouvert dans la ville de Bobo Dioulasso. Puis, en 1996, un troisième campus pour la formation des enseignants a ouvert à Koudougou qui deviendra plus tard l'université de Koudougou. L'UO est composée de sept Unités de formation et de recherche (UFR) et de trois Instituts.
L'UO joue un rôle clé dans l'offre économique et éducative, culturelle et bénéfice à l'économie du pays[réf. souhaitée]. L'actuel[Quand ?] président de l'université de Ouagadougou est le Pr Rabiou Cissé. L'objectif de l'UO est d'ouvrir de nouvelles facultés afin d'augmenter le nombre d'étudiants, d'intensifier le développement des nouvelles technologies de l'information et de la communication, d'améliorer la gestion des universités, afin d'améliorer l'efficacité interne et externe grâce à la diversification des domaines d'éducation et enfin de mettre en place un enseignement professionnel.
En décembre 2015, l'université est renommée en « université Ouaga 1 Professeur Joseph-Ki-Zerbo », en hommage à l'historien Joseph Ki-Zerbo.

## Composantes

### Départements et programmes universitaires

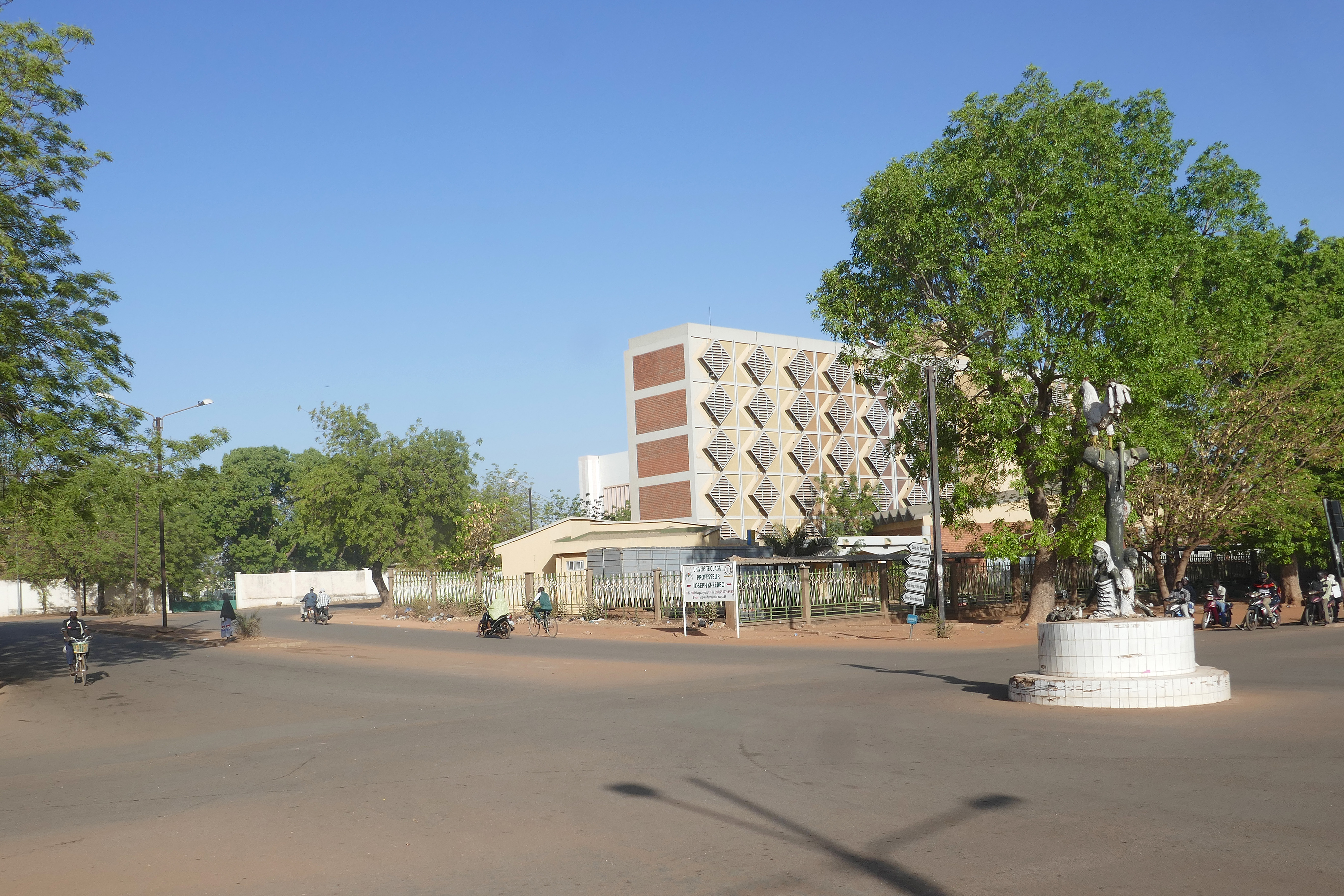
L'université de Ouagadougou.

Tel que mentionné précédemment, l'UO est composée de sept unités de formation et de recherche (UFR), et de trois Instituts : Langues, Arts et communications ; Sciences humaines ; Sciences juridiques et politiques ; Sciences économiques et de Gestion ; Sciences exactes appliquées ; Sciences de la Santé ; Sciences de la Vie et de la Terre, l'Institut burkinabè des Arts et des Métiers (IBAM), l'Institut supérieur des Sciences de la Population (ISSP), et l’Institut panafricain d’Étude et de Recherche sur les Médias, l’Information et la Communication (IPERMIC).
Le système d'enseignement utilisé par l'université de Ouagadougou est le système modulaire d'enseignement basé sur des crédits universitaires, qui combinent la formation fondamentale et professionnelle.

### UFR Langues, arts et communication (UFR / LAC)
Cette UFR propose deux types de cours : des cours en arts et en communications et des cours en lettres, langues et linguistique. Cette unité a été créée en 2000 et a pour mission de former des professionnels en langues, lettres, arts, culture, communication et journalisme de terrain afin de construire une nation forte. Cette UFR compte 2 441 étudiants et, pour être admis, les étudiants doivent avoir le niveau de l'enseignement secondaire et ceux qui n'ont pas ce niveau doivent passer un examen. Les étudiants de cette faculté s'orientent généralement vers le DEUG, diplôme universitaire après un premier cycle, puis une maîtrise en communication et journalisme et interprète après le 2e cycle. Le dernier est le diplôme de troisième cycle. Le doctorat en linguistique et en lettres modernes se poursuit après le troisième cycle. 

### UFR des Sciences humaines (UFR / SH)
L'UFR Sciences Humaines (UFR / SH) est composée de quatre départements: Département d'histoire et archéologie, Département de géographie, Département de sociologie et un Département de philosophie-psychologie. Cette UFR dispose de 82 enseignants pour 4 004 élèves et cinq laboratoires étudiants. Les diplômes que les étudiants peuvent obtenir à la fin de leur cursus et selon leur spécialité sont les suivants : Licence, master et doctorat.

### UFR Sciences juridiques et politiques (UFR / SJP)
Cette UFR a été créée en 1975 avec deux sections : l'une en droit et sciences politiques, et l'autre en criminologie. Cette UFR a pour mission de former des juristes pour les secteurs privé et public, de promouvoir la recherche dans le domaine juridique et de publier des travaux de chercheurs. Pour l'année académique 2004-2005, il y avait 25 enseignants pour 3 189 élèves. L'UFR / SJP délivre les diplômes suivants : DEUG, diplôme universitaire, DESS (diplôme d'études supérieures), diplôme d'études approfondies, master et doctorat.
Cette UFR a été transférée à l'université Ouaga 2, qui deviendra par la suite l'université Thomas-Sankara.

### UFR Sciences économiques et de gestion (UFR / SEG)
Créée en 1975, l'UFR Sciences Économiques et de Gestion (UFR / SEG) a pour objectif de délivrer aux étudiants une formation industrielle. Ces derniers obtiennent le diplôme universitaire après deux années d'études. Ils peuvent alors poursuivre vers une licence puis un master en Sciences économiques.
Comme la faculté de Droit, la faculté de sciences économiques sera transférée à l'université Thomas-Sankara (ancienne université Ouaga 2)

### UFR Sciences de la santé (UFR / SDS)
L'UFR Sciences de la Santé (UFR / SDS) a été créée en 1980. Elle comporte quatre branches : les études de médecine, de pharmacie, de formation de techniciens supérieurs de santé et les études d'odonto-stomatologie. La mission et l'objectif de cette UFR est de former des médecins, pharmaciens, chirurgiens-dentistes et des techniciens qualifiés pour les hôpitaux et les cliniques. La spécialisation des médecins en pédiatrie, gynécologie-obstétrique, chirurgie générale, psychiatrie, gastro-entérologie, cardiologie, radiologie est également disponible.
L'UFR / SDS a 11 laboratoires bien équipés ce qui facilite les tâches des étudiants[réf. souhaitée]. Les diplômes suivants sont préparés : le doctorat d'État en médecine, le doctorat d'État en pharmacie, la licence professionnalisée en analyses biomédicales, le certificat d'études spéciales en chirurgie générale, gynécologie-obstétrique, pédiatrie et psychiatrie.

### UFR Sciences de la vie et de la Terre (SVT)
L'UFR Sciences de la vie et de la Terre (SVT) est composée de quatre départements : biologie et physiologie animale, biologie et physiologie végétale, biochimie et microbiologie et géologie. Elle abrite la plus grande collection de plantes du Burkina Faso, l'herbier de l'université de Ouagadougou. Elle abrite aussi le plus grand nombre de doctorants et de professeurs titulaires[réf. souhaitée].

### L'Institut burkinabé des arts et des métiers (IBAM)
Cet institut propose les branches suivantes : secrétariat de direction, secrétariat bilingue de la direction, finances-comptabilité / gestion commerciale, banque-assurance, sciences et méthodes de contrôle technique de traitement des données appliquées à la gestion. Les télécommunications, l'architecture et l'urbanisme et le génie civil sont d'autres filières qui seront ouvertes prochainement.
L'objectif de cet institut est de donner aux étudiants deux années d'enseignement théorique et pratique. À la fin de ces des deux ans, les étudiants obtiennent un DUT.

### Institut supérieur des sciences de la population (ISSP)
Cet institut a pour but de développer les capacités nationales et régionales d'analyse des questions de population et développement et de formulation, de suivi et d'évaluation des programmes de santé et de politique sociale. l’Institut mène à la fois des activités d'enseignement/formation et des travaux de recherche.

### Institut panafricain d’étude et de recherche sur les médias, l’information et la communication (IPERMIC)
Cet institut fonctionne en collaboration avec le centre d’expertise et de recherche africain sur les médias et la communication (CERAM). Il bénéficie aussi du soutien et de la collaboration de l’Institut français de presse (IFP) et de l’Institut de recherche et d’étude sur la communication (IREC), deux organismes de l’université Panthéon-Assas.

## Personnalités liées à l'université

### Professeurs
- Bibiane Koné, professeur de médecine
- Joseph Ki-Zerbo, professeur d'histoire
- Yvonne Libona Bonzi Coulibaly, professeure de chimie
- Marie Françoise Ouedraogo, mathématicienne
- Laurent Bado, professeur de sciences juridique et politique
- Jacob Yarassoula Yarabatioula, enseignant-chercheur

### Étudiants
- Marie Korsaga, astrophysicienne
- Aminata Zerbo-Sabané, femme d'Etat
- Minimalo Alice Somé, chercheuse
- Paul-Miki Roamba, journaliste
- Pingdwendé Gilbert Ouedraogo, journaliste et homme politique
- Nestorine Sangaré, ministre
- Valérie Kaboré, ministre
- Léontine Nkague Nkamba, (2006 à 2007), professeure d'université et chercheuse
- Aminata Ouédraogo, cinéaste burkinabé
- Roukiéta Rouamba, écrivaine burkinabée
- Salfo Soré, dit Jah Press, journaliste et promoteur culturel